# 충주비행장
충주비행장(忠州飛行場)은 충주시 목행동에 있었던 비행장이다. 충주비료공장 인근에 있었다.1960년대 당시 세기항공이 서울(김포) - 충주 노선을 운항하였으나, 1969년 8월 10일 추락 사고를 내기도 했다. 현재는 없어졌다.